# Saint-Bomer
Saint-Bomer é uma comuna francesa na região administrativa do Centro, no departamento Eure-et-Loir. Estende-se por uma área de 13 km². Em 2010 a comuna tinha 195 habitantes (densidade: 15 hab./km²).